# Mike McKee (Rennfahrer)
Michael „Mike“ McKee (* 22. August 1933 in Steyning) ist ein ehemaliger britischer Automobilrennfahrer und Galerist. Er ist der Großvater von Melville McKee.

## Karriere
Mike McKee feierte in den frühen 1960er-Jahren Erfolge in der Formel Libre. 1960 siegte er auf einem Cooper T45 bei der Vanwall Trophy, sicherte sich den ersten Platz bei der Aintree Trophy und wurde Sechster beim Lavant Cup. Den Großen Preis von Monaco der Formel Junior 1961 beendete er auf einem Lotus 20 als Vierter.
Im Sportwagen ging er vor allem bei nationalen Rennen in Großbritannien an den Start. 1961 ging er gemeinsam mit Cliff Allison beim 24-Stunden-Rennen von Le Mans ins Rennen, das er nach einem Motorschaden am Lotus Elite vorzeitig beenden musste. 

## Monaco Fine Arts
1976 gründete McKee in Monte Carlo die Galerie Monaco Fine Arts, die heute zu den bekanntesten an der Côte d’Azur gehört.

## Statistik

### Le-Mans-Ergebnisse
| Jahr | Team                     | Fahrzeug    | Teamkollege   | Platzierung | Ausfallgrund |
| ---- | ------------------------ | ----------- | ------------- | ----------- | ------------ |
| 1961 | UDT Laystall Racing Team | Lotus Elite | Cliff Allison | Ausfall     | Motorschaden |

### Einzelergebnisse in der Sportwagen-Weltmeisterschaft
| Saison | Team                | Rennwagen   | 1   | 2   | 3   | 4   | 5   |
| ------ | ------------------- | ----------- | --- | --- | --- | --- | --- |
| 1959   | Elva Cars           | Elva Mk.V   | SEB | TAR | NÜR | LEM | RTT |
| 1959   | Elva Cars           | Elva Mk.V   |     | 9   |     |     |     |
| 1961   | UDT Laystall Racing | Lotus Elite | SEB | TAR | NÜR | LEM | PES |
| 1961   | UDT Laystall Racing | Lotus Elite | DNF |     |     |     |     |